# Acropyga epedana
Acropyga epedana är en myrart som beskrevs av Roy R. Snelling 1973. Acropyga epedana ingår i släktet Acropyga och familjen myror. Inga underarter finns listade i Catalogue of Life.

## Bildgalleri

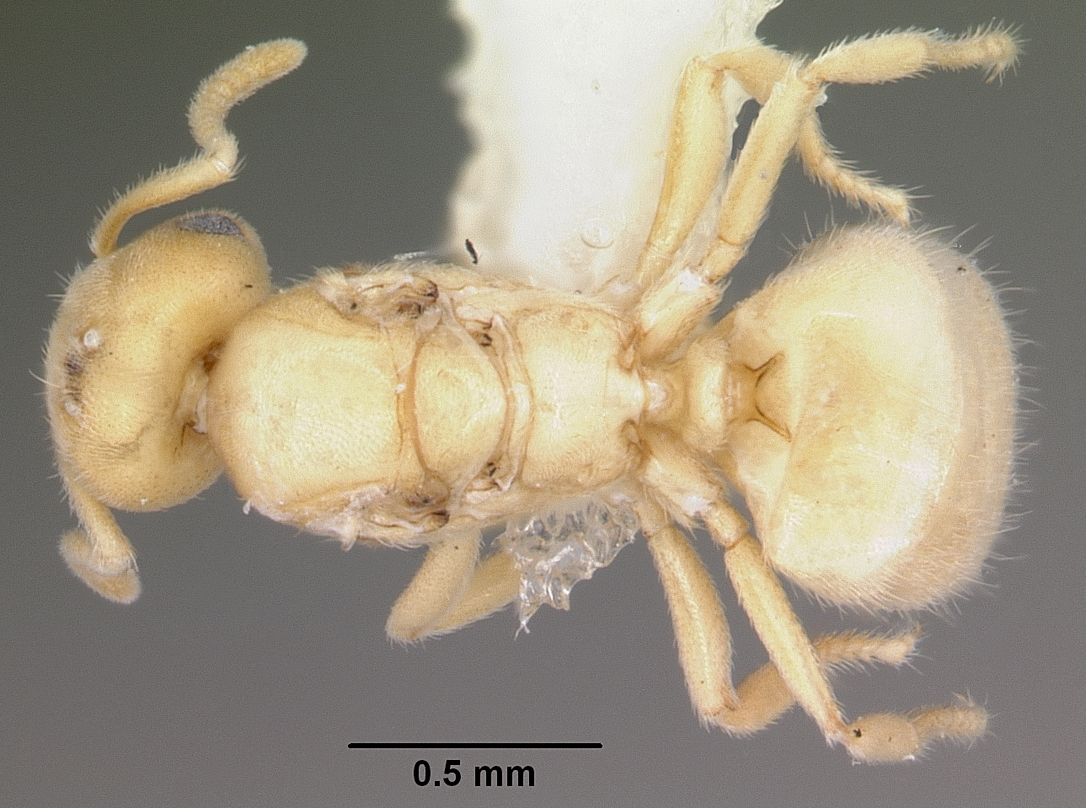
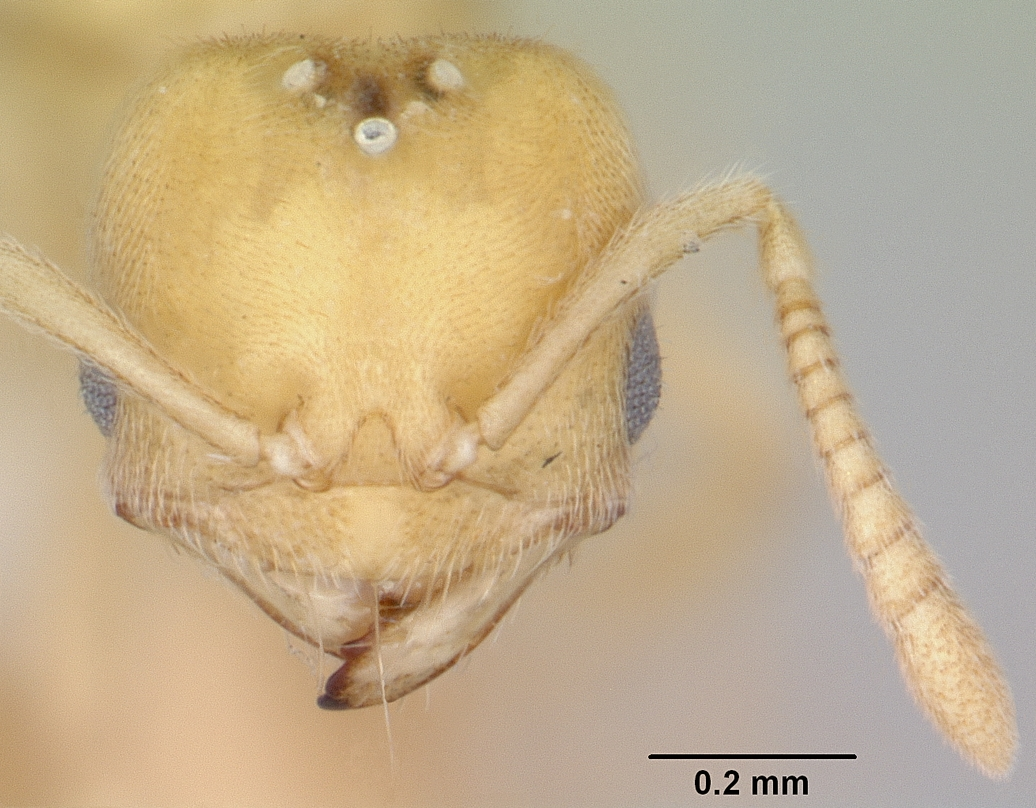
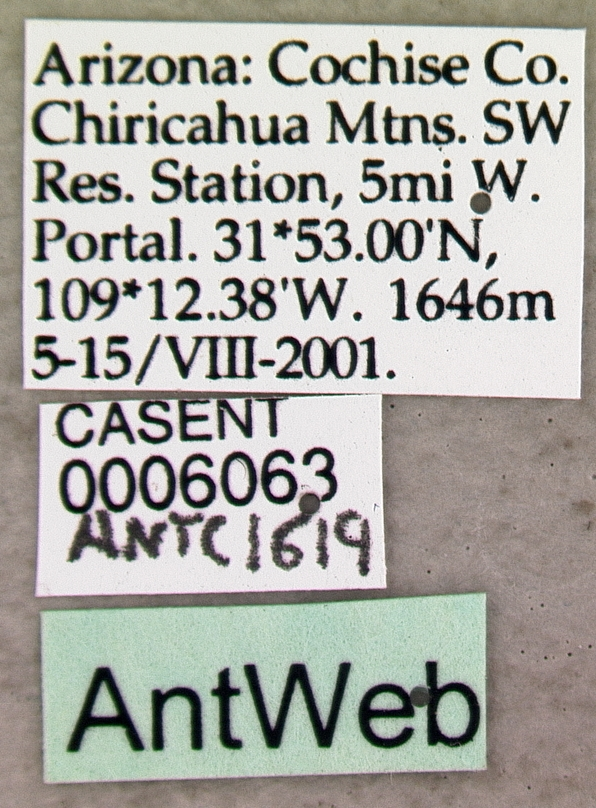
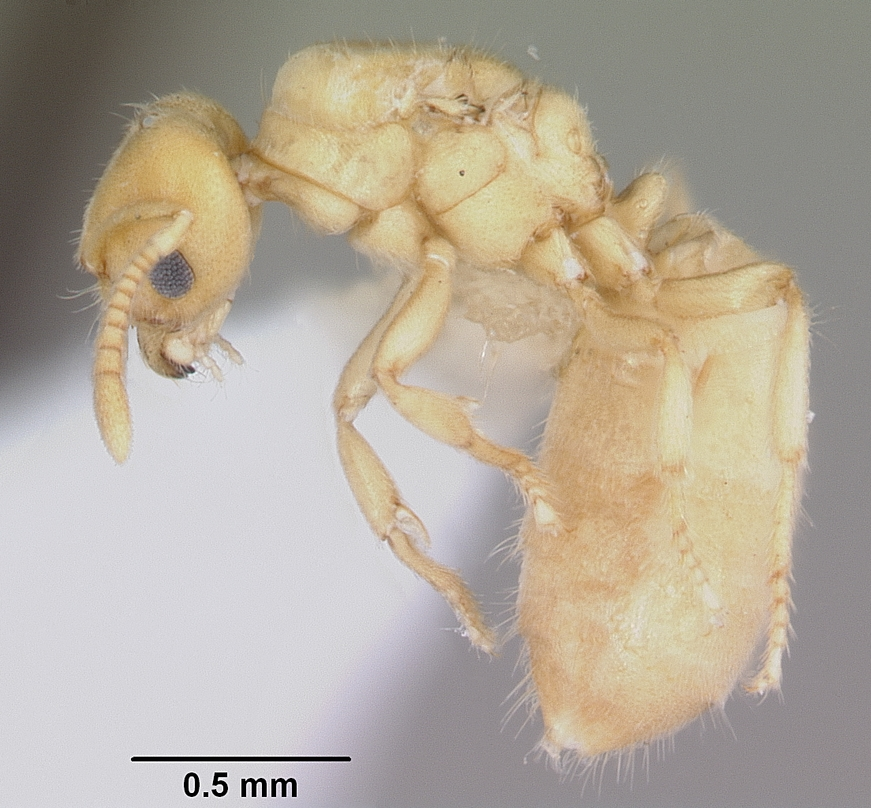
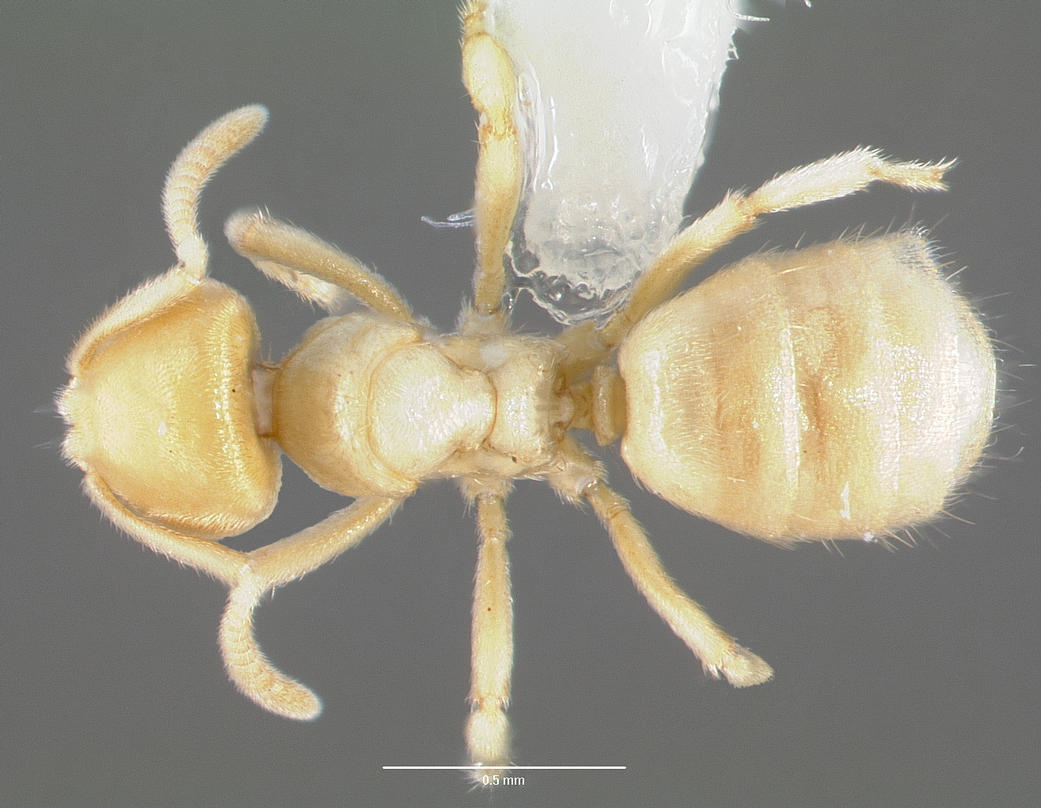
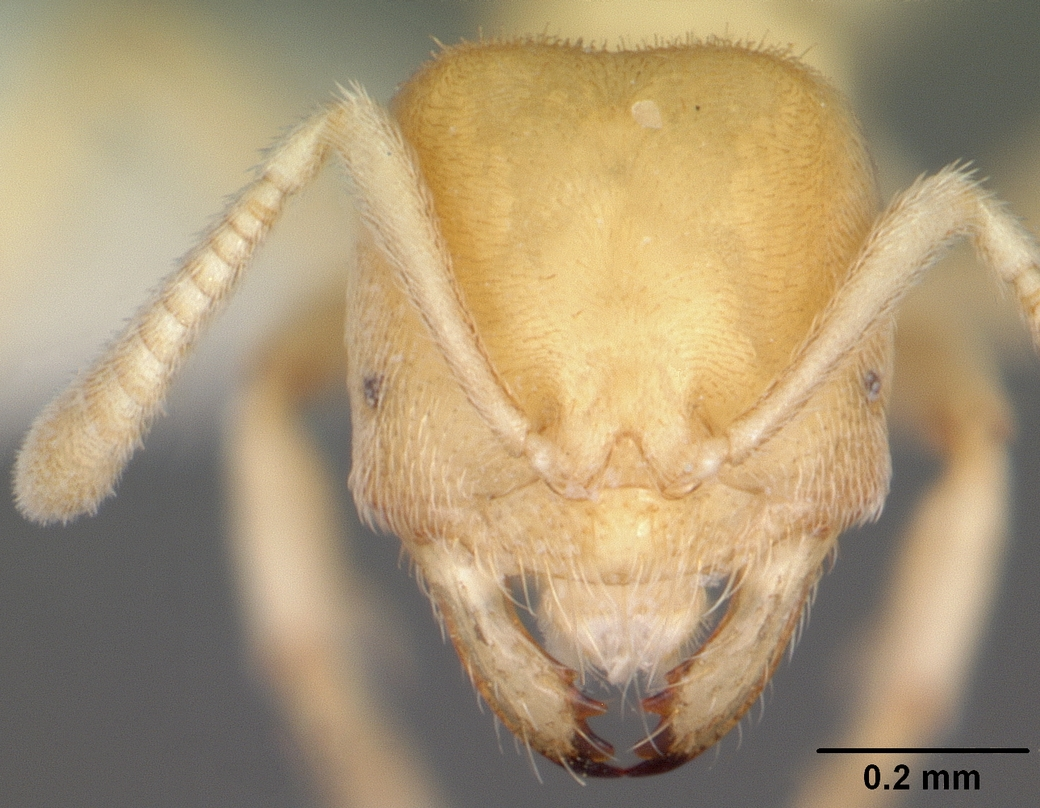